# Chiesa di San Lorenzo (Zeri)
La chiesa di San Lorenzo è un edificio di culto cattolico che si trova nella frazione di Patigno a Zeri, in provincia di Massa-Carrara.
Probabilmente esisteva già nel 1133 quando fu eretta la diocesi di Brugnato da cui dipese, pur essendo legata alla pieve matrice di Saliceto. Nel 1402 Pietro da Pontremoli ne fuse la campana e ancora è ricordata in estimi del 1451 e del 1470; rimase fino al XIX secolo l'unica chiesa parrocchiale della valle.  
La chiesa è chiusa da più di trent'anni per pericolo di crollo, senza interventi di salvaguardia.